# Формарьяж
Формарья́ж (фр. formariage, от лат. foris maritagium — вне брака) — в средневековой Франции выкуп, денежная пошлина, которую платили сервы за право вступления в брак с лицами, подвластными другим сеньорам.
Аналогичный выкуп в Англии и Шотландии назывался меркетом.

## История
Выкуп «формарьяж», как норма феодального права, сложился в раннее средневековье и поначалу охватывал преимущественно сервов (крепостных среди феодально-зависимых крестьян), ограничивая их свободу брака.
С середины XII века формарьяж охватывал уже всех зависимых людей сеньории, обязывая их испрашивать разрешение сеньора на брачный союз с лицом, неподвластным данному сеньору или лицом, имевшим более высокий социальный статус, например, со свободным человеком. Целью выкупа было предотвращение или компенсация подразумеваемых потерь сеньором его прав на потомство его сервов и прочих зависимых от него людей.
Начиная с конца XII — начала XIII веков, в ходе освобождения отдельных категорий феодально зависимого крестьянства их большая часть (как и городские жители, выходившие из-под власти сеньоров) смогла с течением времени освободиться от формарьяжа; выкуп сохранялся лишь для сервов.
В XIV—XV веках — более, чем за два столетия до французской революции — формарьяж прекратил своё существование.